# 新蓋普提魚
新蓋普提魚，又稱新蓋狐鯛，為輻鰭魚綱鱸形目隆頭魚亞目隆頭魚科的其中一種，分布於西太平洋的馬紹爾群島海域，棲息深度可達50公尺，體長可達9.7公分，棲息在礁石區海域，生活習性不明。

## 擴展閱讀
維基物種上的相關：新蓋普提魚